# Barret Oliver
Barret Spencer Oliver, född 24 augusti 1973 i Los Angeles, Kalifornien, är en amerikansk före detta barnskådespelare som var aktiv under 1980-talet. Han är mest känd för sin roll som Sebastian "Bastian" i filmen Den oändliga historien från 1984 och som David i Cocoon – återkomsten från 1988.

## Biografi
Barret är son till Kent och Kathy Oliver och har en äldre bror som heter Kyle Oliver (född 1970). Det var tack vare att Kyle blev skådespelare som Barret började intressera sig för film och skådespeleri. Hans mamma, Kathy, var hans manager. 
När han växte upp hade han en hund som husdjur, det var en pudel som hette Rita. 
Idag (år 2010) är Barret Oliver lärare i fotografering i Los Angeles. Barrets fotografier har ställts ut i en lång rad konstutställningar. Han har även skrivit artiklar om fotografering som publicerats i olika tidskrifter i ämnet. År 2007 gav han ut en bok om fotografering, "A history of the Woodburytype".

## Filmografi i urval
- Lösaktiga affärer (1989)
- Cocoon – återkomsten (1988)
- Spot Marks the X (TV-film) (1986)
- Cocoon – djupets hemlighet (1985)
- D.A.R.Y.L (1985)
- Den oändliga historien (1984)
- Kiss me goodbye (1982)

Han har även gästspelat i TV-serier som Knight Rider, The Twilight Zone och Highway to Heaven.